# خاطرات یک مغ
خاطرات یک مُغ نخستین رمان پائولو کوئلیو نویسنده برزیلی در سال ۱۹۸۷ نوشته شد. نام اصلی کتاب O diario de Um Mage، می‌تواند به «خاطرات یک جادوگر» برگردانده شود.
این کتاب در ترجمه‌های متعددی به زبان فارسی برگردانده شده و با نامهای مختلفی همچون «خاطرات یک مغ»، «سفر زیارتی»،
و «زیارت» وجود دارد.

## خلاصه داستان
این کتاب به بیان تجربه عرفانی پائولو کوئلیو در جاده سانتیاگو می‌پردازد، یکی از سه جاده مقدس مسیحیان که اعتقاد دارند با گذر از هر کدام از این جاده‌ها نیرویی جادویی، فردی را که این جاده را پیموده در بر می‌گیرد، که این جاده‌ها دارای آزمون‌هایی برای امتحان کردن فرد در طول جاده هستند. جاده سانتیاگو هم یکی از این سه جاده است که پائولو به دنبال سفری می‌رود که استادش به او دستور می‌دهد و به دنبال شمشیری گم شده می‌گردد که تجربیاتی عمیق چه از لحاظ عرفانی و چه از لحاظ فلسفی را به خواننده منتقل می‌کند. در پایان هر فصل کتاب پائولو روش‌های عرفانی را به خواننده آموزش می‌دهد و در قسمت قبل آن رمان را به پیش می‌برد. این کتاب به اتفاقات خارق‌العادهٔ زیادی اشاره می‌کند که در زندگی انسان‌های عادی رخ می‌دهد. یک ناشر کوچک برزیلی این کتاب را چاپ کرد و فروش نسبتاً خوبی داشت، اما با اقبال کمی از سوی منتقدان روبه‌رو شد.

نویسنده، در این کتاب، از آگاپه به عنوان «عشقی که می‌بلعد» یاد می‌کند بدین معنا که فرد را در خود غرق می‌کند و بالاترین درجه از عشق است.

از دیدگاه نویسنده این کتاب، آگاپه، خود بر دو گونه است، نوعی از آگاپه که به عرفان و عشق ورزی به خداوند است و گونه‌ای دیگر که به شیفتگی مربوط می‌شود؛ و از نظر باستانیان، شیفتگی به معنای خلسه، جذبه و پیوند با خداوند است.

او در این کتاب، به دو نوع دیگر از عشق «اروس و فیلیا» نیز پرداخته است.

## یادداشت مترجم کتاب
واژه لاتین «ماگو»، برگرفته از واژه ایرانی «مَغو» است که توسط ایرانیان غربی باستانی(پارتها)، که به روحانیون نسبت داده می‌شد و بعدها در دوره ساسانیان، به واژه «مٌغ» تبدیل شد. گزنفون در کتاب کوروش نامه، بنیان‌گذار طبقه مغها را کورش بزرگ می‌داند و ارسطو در کتاب دربارهٔ فلسفه می‌گوید: «مغان حتی از مصریان قدیم ترند.» واژه مغ که پیش از زرتشت به‌طور عام برای روحانیون به کار می‌رفت، بعدها نشانگر طبقه خاصی به نام مغان شد که در آیین زرتشت، وظیفه روحانیت را بر عهده داشتند. مغان، روحانیون کیش ملی ایرانیان بودند، اما این واژه در سده پنجم پیش از میلاد، به شکل واژه مگوس (مجوس) به یونان رسید و واژه مجیک به معنای جادو از آن مشتق شد. چرا که در دوران باستان، مرز میان دین و جادو روشن نبود و روحانیون را جادوگر می‌پنداشتند. پس از ورود افکار ایرانیان به یونان، طبقه‌ای به نام مجوسان در یونان ظهور کردند. بدین ترتیب، در جامعه الحاد و چندخدایی غرب در دوران باستان، مغان، آیین اسراری، و عرفانی متعالی برای ارتباط مستقیم انسان با خدا، به دور از مراسم و تشریفات رایج در جامعه آن دوران عرضه می‌کرد. مسیری برتر برای زندگی بشر پیشنهاد می‌کردند. دیوجنس لتریوس در تعریف مغان می‌گوید «مغان عمر خود را صرف پرستش خدا می‌کنند. قربانی می‌کنند، دعا می‌خوانند. بت‌پرستی و شمایل پرستی را محکوم می‌کنند. برای خدایان جنسیت قایل نمی‌شوند. به عدالت و تقوا پابندند؛ و سوختن اجساد مردگان را روا نمی‌دانند، غیب گویی می‌کنند، آویختن زینت آلات و طلا را بر خود مجاز نمی‌دانند. لباس سفید می‌پوشند. بستر خواب خود را بر زمین می‌گسترانند. در خوراک به سبزی و نان جو و پنیر اکتفا می‌کنند. می‌پندارند آدمی در آینده جاودانه خواهد زیست…»